# Academia de las Artes Escénicas en Bratislava
La Academia de las Artes Escénicas en Bratislava (del eslovaco: Vysoká škola múzických umení v Bratislave) es una institución de educación superior fundada el 9 de junio de 1949. La universidad se compone de tres facultades: Facultad de Teatro (actuación, dirección, dramaturgia, escenografía y vestuario, Títeres, Teoría del Teatro, Gestión Teatral); Facultad de (Ciencias Empresariales, Documental, Dramaturgia y Guion, Fotografía y Composición de Imagen, Animación, Edición, Diseño de Sonido, Producción, Gestión, Cine y Teoría de TV) Cine y Televisión y la Facultad de Música y Danza que abarca Composición, Dirección de Orquesta, Teoría de la Música, Voz, Ópera, Instrumental (16 carreras) y danza (6 carreras).